# Cambrai (Route de Solesmes) Communal Cemetery
Cambrai (Route de Solesmes) Communal Cemetery is een Britse militaire begraafplaats gelegen in de Franse plaats Cambrai (Noorderdepartement). De begraafplaats wordt onderhouden door de Commonwealth War Graves Commission.
De begraafplaats telt 71 geïdentificeerde Gemenebest graven uit de Tweede Wereldoorlog.